# Épigramme (valse)
Pour les articles homonymes, voir Épigramme (homonymie).
 (novembre 2023).
Si vous disposez d'ouvrages ou d'articles de référence ou si vous connaissez des sites web de qualité traitant du thème abordé ici, merci de compléter l'article en donnant les références utiles à sa vérifiabilité et en les liant à la section « Notes et références ».
Épigramme (titre original : Sinngedichte) est une valse de Johann Strauss fils.

## Histoire
Bien que son père s'oppose à une carrière musicale pour son fils, ce dernier donne son premier concert comme chef d'orchestre et comme compositeur le 15 octobre 1844 au Dommayers Casino à Hietzing.
Bien que Épigramme soit sa première œuvre écrite, il fit jouer d'abord Les Charmeurs (op. 4), Debut-Quadrille (op. 2), la polka Joie du cœur (op. 3) et, en hommage à son père, la valse Loreley-Rhein-Klänge.
Le début de la valse s'inspire de Joseph Lanner et de Johann Strauss père.

## Source, notes et références
- (de) Cet article est partiellement ou en totalité issu de l’article de Wikipédia en allemand intitulé « Sinngedichte » (voir la liste des auteurs).